# 中国突厥斯坦

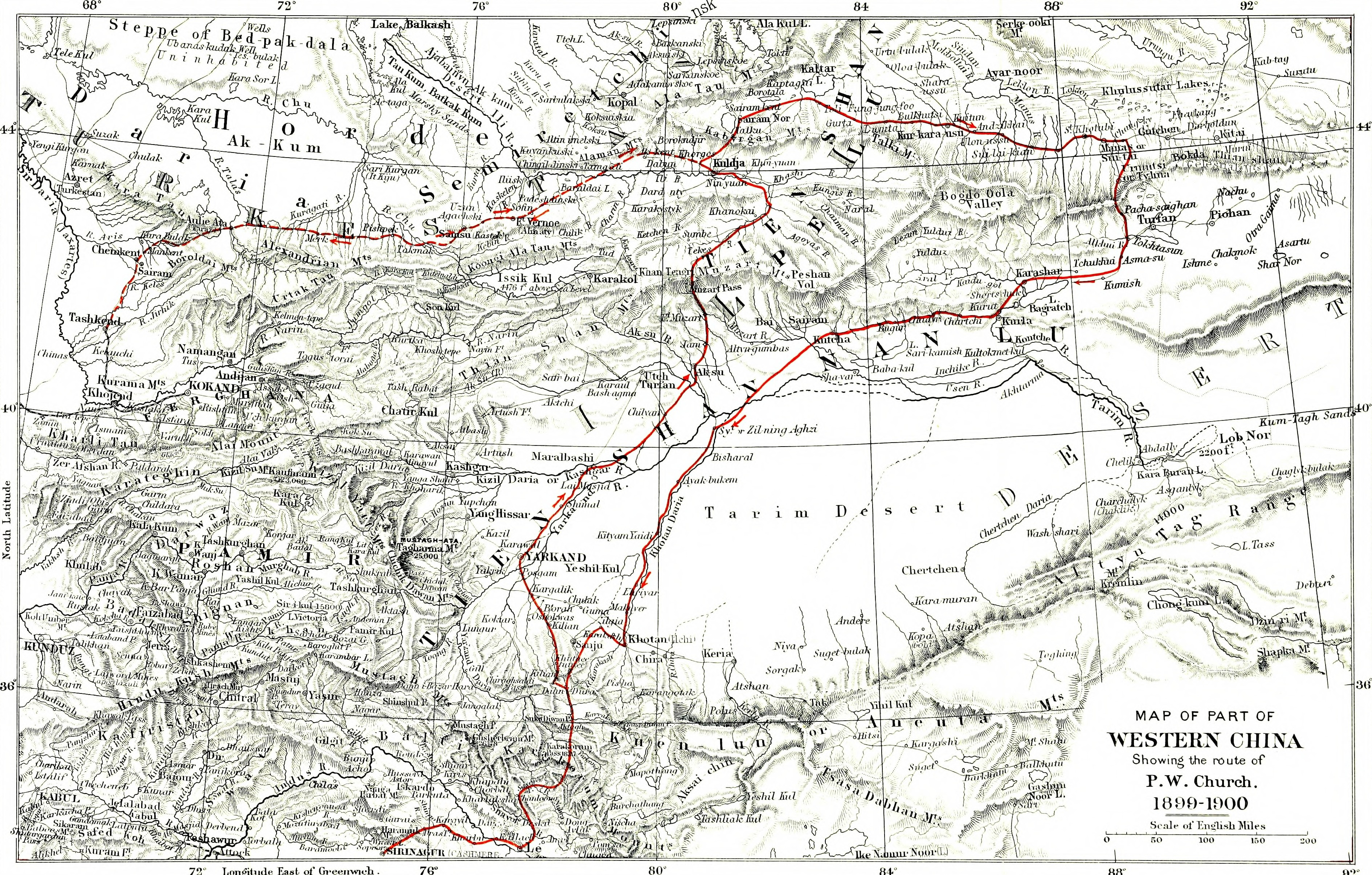
1901年的顯示了中國突厥斯坦週邊地區的地图。

中國突厥斯坦（英語：或），是西方语言中的一個地理術語或歷史地區，對應於天山以南的塔里木盆地地區（南疆）或整个新疆，从近代以来先后處於中國清朝和中華民國等政权的統治之下。歐洲人特別是在清朝時期经常用這個詞來表示將突厥斯坦劃分為中國人和俄国人控制的領土，後者控制著西部的俄国突厥斯坦，而东部的中國突厥斯坦则被認為是覆蓋清朝統治的内亚地區的中國韃靼利亞（Chinese Tartary）的一部分。

## 词源
中亞東部歷史上被中国人稱為西域，先后受到漢朝和唐朝等王朝控制。后来，讲突厥语的烏茲別克人和維吾爾人征服了講波斯語的塔吉克人，並在中亞建立了幾個小國家，该地故被称为突厥斯坦。他們統治該地區一段时间（後來受蒙古人統治，包括察合台汗國和準噶爾汗國），直到该地区于1750年代的清准战争的最後階段被中國清朝征服并统治。因此，歐洲人将此地区称為「中國突厥斯坦」，類似於俄国突厥斯坦和阿富汗突厥斯坦等名称，分别由俄羅斯帝國和阿富汗所控制。

## 使用

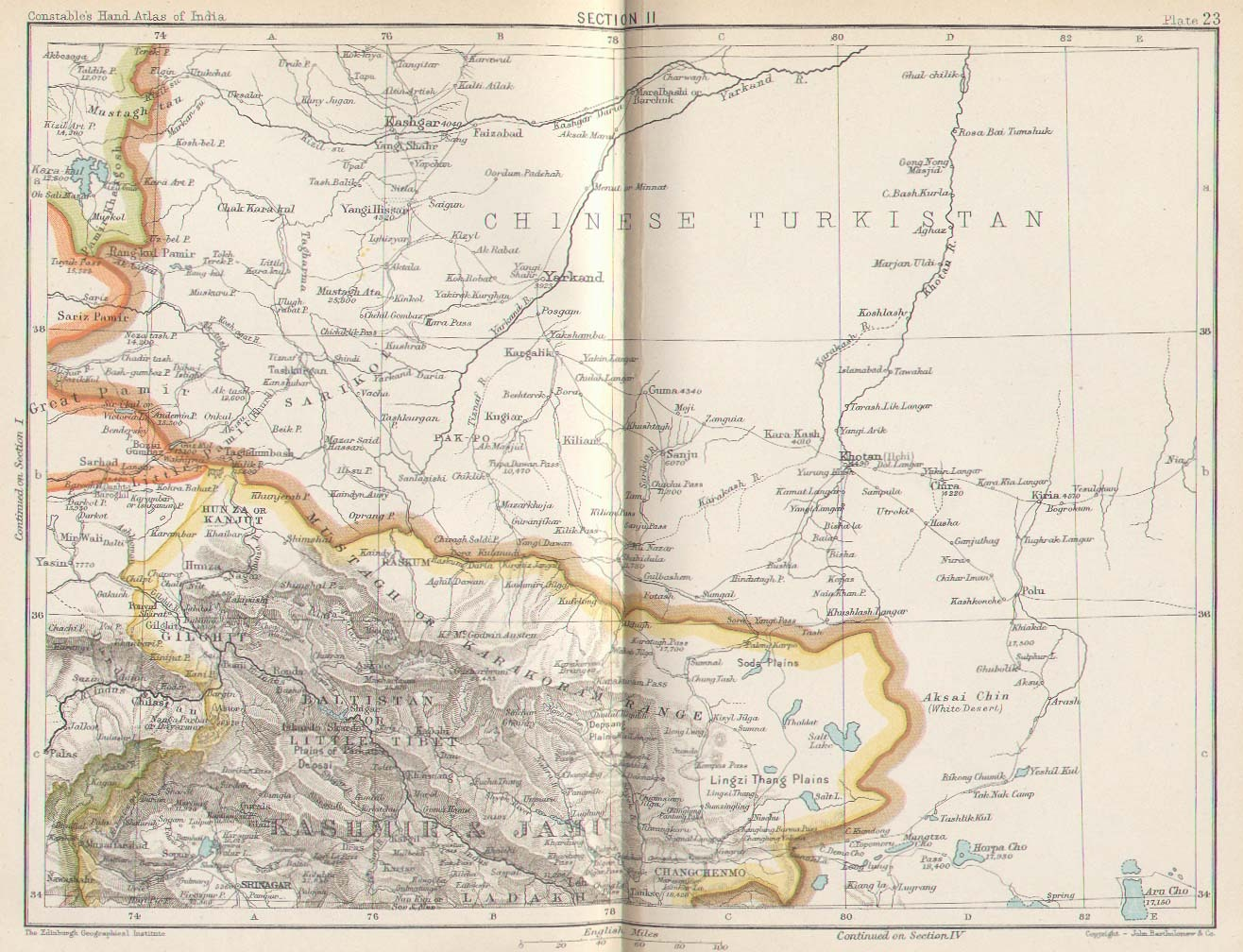
1893年的包含中國突厥斯坦部分地区的地图。

「中國突厥斯坦」一詞在清朝時期被歐洲人等西方人普遍用來特指該地區，作為清朝統治下的中國韃靼利亞的一部分。中國人通常將這個地區稱為“天山南路”，意思是天山山脈以南的地區，但在部分資料中，「中國突厥斯坦」一詞也可以指整個新疆，而清朝官員有時也會在用英語等语言写成的著作中使用该词。清朝滅亡後，该词的使用逐渐减少，虽然该词在中華民國和中华人民共和国时期仍有部分著作中会用到。20世紀以来，維吾爾分離主義者及其支持者使用東突厥斯坦作為整個新疆（包括南疆和北疆）的稱謂或用於現在的新疆維吾爾自治區的未來獨立國家的称谓，而其他人通常使用“新疆”這個名稱來指代中國的自治區。 因此，「中國突厥斯坦」這個術語如今已少用，儘管它至今仍存在一定程度的相關性。

## 另見
- 新疆
- 東突厥斯坦
- 俄国突厥斯坦
- 阿富汗突厥斯坦
- 藩部
- 西域
- 西域都护府
- 西域长史府
- 安西大都护府
- 清朝治疆历史